# Mountain Home (Caroline du Nord)
Pour les articles homonymes, voir Mountain Home.
Mountain Home est une census-designated place américaine située dans le comté de Henderson dans l'État de Caroline du Nord. En 2010, sa population était de 2 169 habitants.

## Démographie
| 2000  | 2010  | - | - | - | - |
| ----- | ----- | - | - | - | - |
| 3 278 | 3 622 | - | - | - | - |

## Source de la traduction
- (en) Cet article est partiellement ou en totalité issu de l’article de Wikipédia en anglais intitulé « Mountain Home, North Carolina » (voir la liste des auteurs).